# Bagsværd Kostskole og Gymnasium
Bagsværd Kostskole og Gymnasium (BK) er en kombineret kostskole (Haraldsgave, Haga, købt i 1949) og dagskole i Bagsværd. Dagskolen havde indskrevet 750 grundskoleelever i 2015 og 235 gymnasieelever (pr. april 2021) og har til huse på Aldershvilevej ved Bagsværd Station.

## Skolens historie
Skolen indviedes den 17. november 1908, men først efter fire år fik den navnet Bagsværd Kostskole. I de fire år kom en sidebygning til hovedbygningen. Navnet blev valgt i forbindelse med Otto H. Mollerups overtagelse af skolen i oktober 1912. Samme år fik skolen ret til at afholde realeksamen.
I løbet af de næste 30 år oprettes tre organisationer med tilknytning til skolen: to elevforbund (Bagsværd Kostskoles Samfund i 1921 og Bagsværd Kostskoles Elevsamfund i 1942) og en støtteforening, Bagsværd Kostskoles Fond, der dannedes med oprettelsen af et gymnasium for øje. Det kom i 1951 med en nysproglig gymnasieafdeling.
I midten af 1950'erne udvidedes kostskolen med "Casa nova" ved siden af det nyerhvervede "Stenhuset". Dagskolen udvidedes fra 1962 med nye gymnastiksale og bygninger til gymnasieafdelingen til 1990, hvor en ny kantine blev taget i brug. I 1985 opførtes "Tokanten", der huser 8. 9. og 10. klasse. Da skolen fyldte 99 år blev “BK-arkivet” oprettet med skolens historie og gamle billeder.
BK fyldte 100 år den 17. november 2008. Det blev fejret med stort show, helikopterflyvning, ministerbesøg og en dokumentarfilm om skoleåret '07-'08. Der blev desuden udgivet en jubilæumsbog, »Bagsværd Kostskole og Gymnasium 100 år«.
Bagsværd Kostskoles bestyrelsesformand er Lisbet Bærentzen.
Kostafdelingen lukkes ned og vil være helt afviklet sommeren 2026.

## Rektorer
- 1908-1912: Herman Lawaetz
- 1912-1931: Otto Hübertz Mollerup
- 1931-1972: Sven Haderup
- 1972-1983: Frode Kanstrup
- 1984-1993: Klaus Eusebius Jakobsen
- 1993-2008: Helle Thune
- 2008- 2022 : Jimmy Burnett Nielsen
- 2022: Konstituering v. Charlotte Moltke
- 2022-nu: Svende Claus Svendsen